# Matt Whitaker Ransom
Matt Whitaker Ransom (8 octobre 1826 – 8 octobre 1904) est un général dans l'armée des États confédérés pendant la guerre de Sécession et sénateur des États-Unis démocrate de l'État de Caroline du Nord entre 1872 et 1895.

## Avant la guerre
Matt Ransom naît dans le comté de Warren, en Caroline du Nord, fils de Robert et Priscilla Whitaker Ransom. Il est le frère aîné du général Robert Ransom et un cousin de l'officier confédéré Wharton J. Green (en), qui sert comme membre du congrès des États-Unis après la guerre de Sécession. Il est diplômé de l'université de Caroline du Nord, en 1847, où il est membre de la Dialectic and Philanthropic Societies (en). Après avoir servi comme procureur général de la Caroline du Nord (en) et en tant que membre de l'assemblée général de la Caroline du Nord, il est choisi comme l'un des trois commissaires de la Caroline du Nord au gouvernement confédéré à Montgomery, en Alabama, en 1861.

## Guerre de Sécession
Ransom est nommé lieutenant colonel du 1st North Carolina Infantry, et, plus tard, colonel du 35th North Carolina Infantry. Ce régiment fait partie de la brigade de son frère Robert, que Matt commande plus tard. Ransom est promu brigadier général le 13 juin 1863. Ransom participe aux batailles de Seven Pines, des sept jours, d'Antietam, de Fredericksburg, de Plymouth (en), de Weldon, de Suffolk et au siège de Petersburg. Il est blessé trois fois au cours de la guerre de Sécession et, finalement, se rend à Appomattox.

## Carrière politique

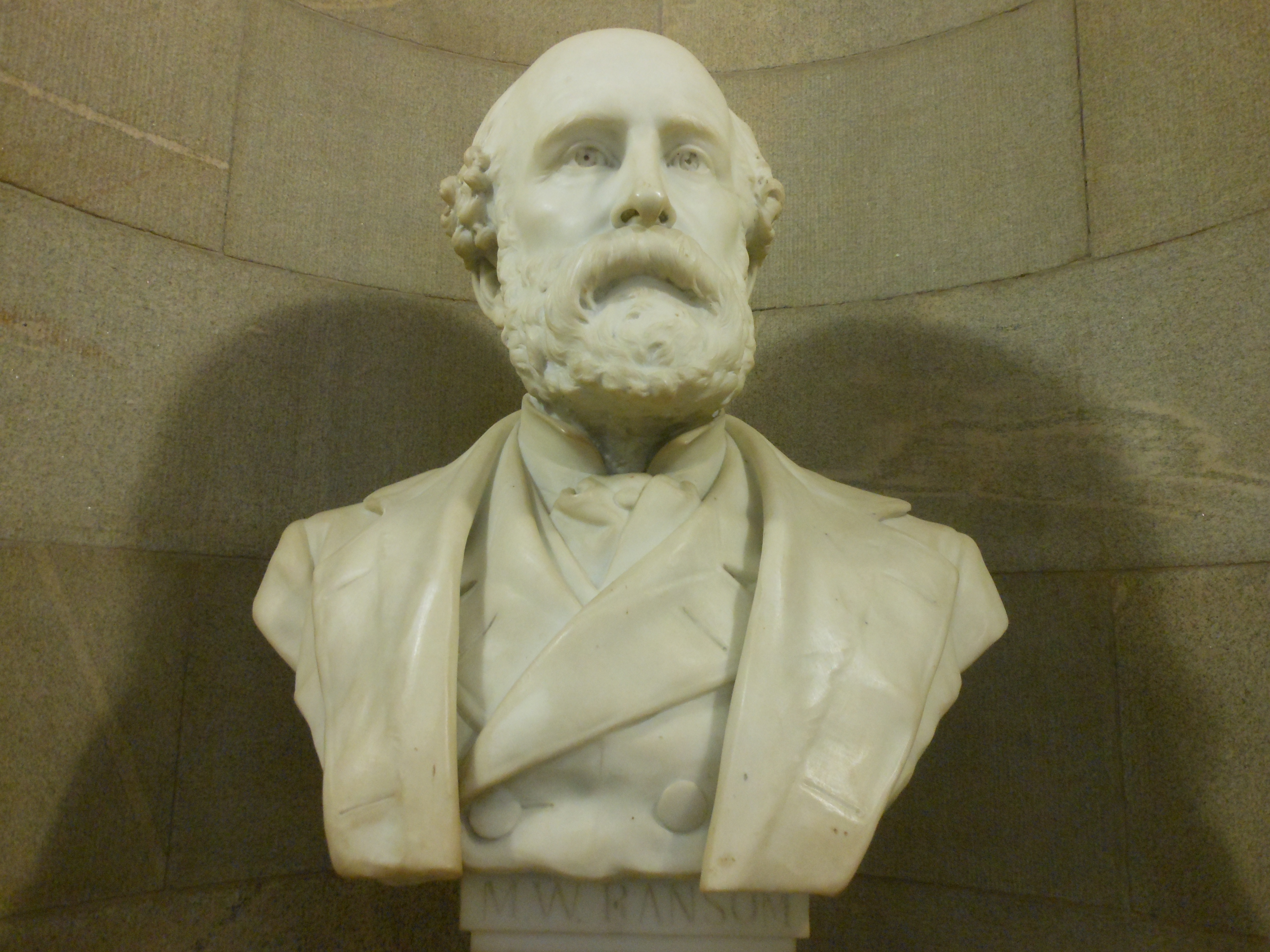
Buste en marbre de Matt Whitaker Ransom

Après la guerre, Ransom s'installe à Weldon, en Caroline du Nord, en 1866, où il est planteur et avocat. En 1872, il est élu en tant que démocrate au sénat des États-Unis pour combler une vacance au cours du terme commençant le 4 mars 1871. Ransom est réélu en 1876, 1883 et 1889 et sert du 30 janvier 1872 au 4 mars 1895. Ransom sert brièvement comme président pro tempore du sénat au cours du 53e congrès. Plus tard, il est nommé ambassadeur des États-Unis au Mexique (en) et sert de 1895 à 1897.

## Retraite et mort
Après son mandat d'ambassadeur, Ransom prend sa retraite sur son domaine, « Verona (en) » et poursuit ses activités agricoles. Il meurt près de Garysburg, en Caroline du Nord, le jour de son 78e anniversaire, le 8 octobre 1904. Ransom est enterré sur son domaine, près de Jackson, en Caroline du Nord. Verona est inscrit sur le Registre national des lieux historiques en 1975.